# Inosaurus
Inosaurus is een geslacht van theropode dinosauriërs dat tijdens het vroege Krijt leefde in het gebied van het huidige Niger.

## Naamgeving en vondst
De typesoort Inosaurus tedreftensis is in 1960 benoemd door de Franse paleontoloog Albert-Félix de Lapparent. De geslachtsnaam en soortaanduiding moeten in verband gelezen worden en verwijzen samen naar de vindplaats In Tedreft.
De syntypen bevinden zich in de collectie van het Parijse Muséum national d'histoire naturelle maar er is geen inventarisnummer gepubliceerd. Ze bestaan uit twee voorste ruggenwervels, twee achterste ruggenwervels, twee sacrale wervels, vijf middelste staartwervels, zeven fragmenten van staartwervels en het bovenstuk van een linkerscheenbeen. Ze zijn gevonden in de Irhazer Group, Berriasien-Barremien. De Lapparent wees geen holotype aan, vanuit de veronderstelling dat de fossielen aan een enkel individu zouden toebehoren. De Lapparent wees vier andere specimina, alle bestaande uit één of meer wervels, als paratypen aan. Deze komen uit de Tegema Group die meer precies te dateren valt uit het vroege Albien. Het verband is dubieus. Dat geldt nog meer voor de toewijzing door de Lapparent van IPHG 1912 VIII 63c, IPHG 1912 VIII 63e en IPHG 1912 VIII 63g, staartwervels die door Ernst Stromer in 1934 uit Egypte beschreven waren.

## Beschrijving
Het holotype is slechts summier beschreven. De ruggenwervels zijn zo'n drie centimeter lang, de staartwervels vijf centimeter. Dit wijst op een dier van ongeveer twee meter lengte. De wervels onderscheiden zich doordat ze erg hoog zijn en robuust gebouwd. De onderkant heeft een middengroeve tussen vergrote chevronfacetten.

## Fylogenie
Doordat de Lapparent het begrip Inosaurus gebruikte als een soort verzamelterm voor wervels van een bepaald algemeen type zonder dat er serieus bewijs was dat die aan één soort toebehoorden, is het taxon vaak beschouwd als een nomen dubium en kreeg het weinig aandacht in de literatuur. De laatste jaren is er echter op gewezen dat de wervels overeenkomsten vertonen met die van de Oviraptoriformes, in het bijzonder de Therizinosauroidea. Een moderne beschrijving vanuit de moderne kennis van deze groepen zou hier uitsluitsel over kunnen geven.